# Compus de șase tetraedre
În geometrie compusul de șase tetraedre este un compus poliedric uniform realizat dintr-un aranjament simetric de 6 tetraedre, considerate ca antiprisme.
Este unul dintre cei cinci compuși poliedrici (împreună cu compusul de două mari dodecaedre, compusul de cinci mari dodecaedre, compusul de două mici dodecaedre stelate și compusul de cinci mici dodecaedre stelate) care este tranzitiv pe vârfuri și tranzitiv pe fețe, dar nu tranzitiv pe laturi.
Are indicele de compus uniform UC03.

## Construcție
Poate fi construit prin suprapunerea a șase tetraedre într-un cub și apoi rotirea lor cu 45° în perechi în jurul celor trei axe care trec prin centrele a câte două fețe opuse ale cubului. Echivalent, un stella octangula poate fi înscris în fiecare cub din compusul de trei cuburi, sau prin stelarea fiecărui octaedru din compusul de trei octaedre.
Anvelopa sa convexă este un octaedru trunchiat neuniform.

## Mărimi asociate

### Coordonate carteziene
Coordonatele carteziene ale vârfurilor acestui compus sunt date de toate permutările lui
{\displaystyle \left(\,\pm {\frac {\sqrt {2}}{4}},\,\pm {\frac {1}{2}},\,0\,\right).}

### Volum
Următoarea formulă pentru volum V este stabilită pentru lungimea laturilor tuturor poligoanelor (care sunt regulate) a:
{\displaystyle V={\frac {\sqrt {2}}{2}}\,a^{3}\approx 0,707107~a^{3}.}